# 諏訪俊彦
諏訪俊彦（すわ としひこ、1944年 - ）は岐阜県出身の元高校野球指導者及び商業科教諭。

## 経歴
県岐阜商 - 名商大。県岐阜商在学中は甲子園に出場したが自身は甲子園の土を踏めなかった。監督としては中津商 - 市岐阜商 - 県岐阜商 - 大垣商の監督を務めた。
1976年に市岐阜商の監督として同校を初の甲子園に導くとともに自身も監督として初の甲子園に出場。1981年には出身校である県岐阜商の監督として夏の岐阜大会決勝まで進出した。1988年には大垣商にて篠田淳投手を擁して監督として2度目の甲子園出場を果たし、2勝を挙げた。1994年に3回目の甲子園出場を果たした。平成に入ってからは大垣商を県内有数の強豪校に育て上げ、何度も上位進出を果たした。
2004年の夏の岐阜大会を最後に監督を勇退した。勇退時に功労者表彰を受けた。1988年から2004年までの間の夏の岐阜大会での成績は優勝（甲子園出場）2回、準優勝1回、ベスト4が3回、ベスト8が5回だった。代表的な教え子として篠田淳（元ダイエー）がいる。